# Aythami Artiles
Aythami Artiles Oliva est un footballeur espagnol, né le 2 avril 1986 à Arguineguín en Espagne.

## Biographie
Formé à l'UD Las Palmas, Aythami est transféré au Deportivo La Corogne à l'été 2007. N'arrivant pas à s'imposer avec un seul match disputé en 6 mois, il est d'abord prêté les 6 mois suivant au Xerez CD, puis le prêt est reconduit les 2 saisons suivantes.
Aythami stabilise la défense de Xerez et permet au club de réussir l'exploit d'accéder à la Liga BBVA à la fin de la saison 2008-2009. La saison suivante, il ne permet pas au modeste club espagnol de se maintenir, mais ses performances ne laissent pas indifférent.
Pour la saison 2010-2011, le Deportivo La Corogne le récupère et l'installe en défense centrale.

## Palmarès
- Xerez CD
  - Vainqueur de la Liga Adelante : 2009
- Deportivo La Corogne
  - Vainqueur de la Liga Adelante : 2012